# Rasmus B. Anderson

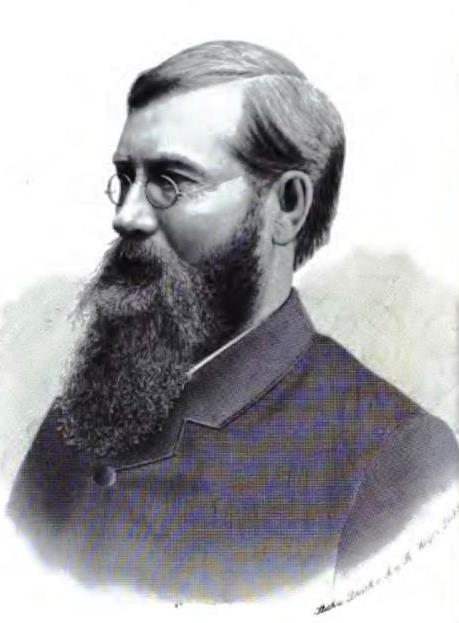
Rasmus B. Anderson (1887)

Rasmus Björn Anderson (* 12. Januar 1846 in Albion, Wisconsin; † 2. März 1936 in Madison, Wisconsin) war ein US-amerikanischer Skandinavist, Hochschullehrer und Diplomat, der unter anderem zwischen 1885 und 1889 Ministerresident und Generalkonsul in Dänemark war.

## Leben
Rasmus Björn Anderson war eines von zehn Kindern, des aus Norwegen stammenden Einwanderers Björn Anderson Kvelve und dessen Ehefrau Abel Catherine von Krogh. Nach Abschluss eines Studiums am evangelisch-lutherischen Luther College 1866, arbeitete er als Postmeister in Madison sowie als Lehrer an der Albion Academy. 1867 übernahm er eine Professur für skandinavische Sprachen und Literatur an der University of Wisconsin–Madison und lehrte dort bis 1883. 1868 war er Ersatz-Delegierter für Wisconsin bei der Republican National Convention, die vom 20. bis 21. Mai 1868 im Crosby’s Opera House in Chicago stattfand. Neben seiner Lehrtätigkeit verfasste er verschiedene Sachbücher wie das 1874 erschienene America Not Discovered by Columbus, in dem er die Entdeckung Amerikas nicht Christoph Kolumbus 1492, sondern den Grænlendingar unter Leif Eriksson bereits rund 500 Jahre zuvor um 1000 zusprach. 1881 übersetzte er die 1859 entstandene Erzählung Arne von Bjørnstjerne Bjørnson in die englische Sprache.
Am 2. April 1885 wurde Anderson zum Ministerresidenten und Generalkonsul in Dänemark ernannt und übergab dort am 1. Juni 1885 als Nachfolger von Wickham Hoffman sein Akkreditierungsschreiben. Er verblieb auf diesem Posten bis zu seiner Ablösung durch Clark E. Carr am 28. August 1889.
Nach seiner Rückkehr in die USA war Ralph B. Anderson zwischen 1889 und 1922 Chefredakteur und Herausgeber der norwegischsprachigen Wochenzeitung Amerika sowie zugleich von 1895 bis 1922 Präsident der Versicherungsgesellschaft Wisconsin Life Insurance Co. und zwischen 1905 und 1907 Chefredakteur des Verlages Norrœna Society, der skandinavische Literatur in englischer Sprache herausgab. 1915 erschien das zusammen mit Albert O. Barton verfasste autobiografische Werk Life Story of Rasmus B. Anderson. Aus seiner am 21. Juli 1868 geschlossenen Ehe mit Bertha Karina Olson († 1922) gingen zwei Töchter und drei Söhne hervor. Nach seinem Tode an den Folgen einer Lungenentzündung am 2. März 1936 im Alter von 90 Jahren wurde er auf dem Lake Ripley Cemetery in Cambridge beigesetzt.

## Veröffentlichungen
- America Not Discovered by Columbus (1874)
- Norse Mythology (1875)
- Viking Tales of the North (1877)
- The Younger Edda (1880)
- Life Story of Rasmus B. Anderson (1915, Mitautor Albert O. Barton)